# Kairosoft
Kairosoft (カイロソフト, Kairo sofuto) is een Japanse computerspelontwikkelaar gevestigd in Tokio, die een aantal simulatiespellen heeft gemaakt voor mobiele telefoons, computers en de Nintendo Switch.
Het bedrijf werd opgericht door Kazuyuki Usui in 1996 en boekte veel succes bij het overzetten van oudere eigen games naar de moderne iOS en Android platformen. Het bedrijf stond op de 30e plaats in de Pocket Gamer's top 50 ontwikkelaars van 2012. Kairosofts spellen staan bekend om hun uiterlijk van pixel-art objecten en poppetjes, en veel van de uitgebrachte spellen hebben dezelfde menustructuur en knoppen.

## Uitgebrachte spellen
De volgende spellen zijn door Kairosoft in het westen uitgebracht:
- 8-Bit Farm
- Anime Studio Story
- Basketball Club Story
- Beastie Bay
- Biz Builder Delux
- Bonbon Cakery
- Boxing Gym Story
- Burger Bistro Story
- Cafeteria Nipponica
- Convenience Stories
- Dream House Days
- Dream Park Story
- Dream Town Story
- Dungeon Village
- Dungeon Village 2
- Epic Astro Story
- Fish Pond Park
- Forest Camp Story
- Forest Golf Planner
- Game Dev Story
- Grand Prix Story
- Grand Prix Story 2
- High Sea Saga
- Home Run High
- Hot Springs Story
- Hot Springs Story 2
- Kairobotica
- Kingdom Adventurers
- Legends of Heropolis
- Magazine Mogul
- Magicians Saga
- March to a Million
- Mega Mall Story
- Mega Mall Story 2
- Ninja Village
- Oh! Edo Towns
- Pocket Academy
- Pocket Arcade Story
- Pocket Clothier
- Pocket Harvest
- Pocket League Story
- Pocket League Story 2
- Pocket Stables
- Pool Slide Story
- Quest Town Saga
- Shiny Ski Resort
- Silver screen story
- Skyforce Unite!
- Social Dev Story
- Station Manager
- Tennis Club Story
- The Manga Works
- The Pyraplex
- The Ramen Sensei
- The Ramen Sensei 2
- The Sushi Spinnery
- Thrift Store Story
- Venture Towns
- Wild Park Manager
- World Cruise Story